# Stygamoebida
Stygamoebida es un orden de protistas del grupo Amoebozoa. Son amebas aplanadas y alargadas con forma parecida a un mondadientes o astilla, adquiriendo temporalmente forma de horquilla o ramificada. Presentan ampliada la parte anterior del hialoplasma.